# Załazie (szczyt)
Załazie – wzniesienie o wysokości 732 m n.p.m. w głównym grzbiecie Małych Pienin pomiędzy szczytami Witkula i Łaźne Skały. Nie znajduje się na granicy polsko-słowackiej, lecz na terytorium Polski, w odległości około 85 m od tej granicy. Jest to mało wybitny i trawiasty pagór. Szlak turystyczny w tym miejscu biegnie przy granicy państwowej omijając Załazie po południowej stronie.
Załazie znajduje się w granicach miasta Szczawnica w województwie małopolskim, w powiecie nowotarskim, w gminie miejsko-wiejskiej Szczawnica. W odległości około 100 m na północny zachód od Załazia znajdują się porośnięte krzewami Trzy Skałki.